# Børge Holm
Børge Søren Johannessen Holm (7. december 1910 i København – 12. april 1971 i Købehavn) var en dansk amatørbokser. Børge Holm blev dansk mester i letsværvægt i 1933.
Søren Holm deltog i Sommer-OL 1936, hvor han blev elimineret i kvartfinalen, da han tabte sin kamp mod den kommende guldmedaljevinder Roger Michelot.